# Les Chiennes de garde
Pour les articles homonymes, voir CDG.
Les Chiennes de garde (CDG) est une association française créée en 1999 par l'écrivaine Florence Montreynaud et la romancière Isabelle Alonso. S'inscrivant dans la mouvance féministe, l'association défend les femmes contre les insultes sexistes, notamment dans l'espace public, les médias, la publicité,,.
Florence Montreynaud a choisi le nom de « chiennes de garde » comme traduction de l'anglais « watchdog » (« chien de garde »).
Elles résument leur action en trois mots : « décrypter, dénoncer, résister ». D'autre part, les Chiennes de garde manifestent sous une banderole annonçant : « Le féminisme n’a jamais tué personne, le machisme tue tous les jours », citation de Benoîte Groult, une des signataires de leur manifeste.

## Création et historique

### Manifeste des Chiennes de garde
Le Manifeste des Chiennes de garde a été lancé par Florence Montreynaud le 8 mars 1999. 6 mois plus tard, il avait recueilli 691 signatures (519 femmes, 164 hommes et 8 associations).

« Nous vivons en démocratie. Le droit est libre, mais tous les arguments ne sont pas légitimes. Toute femme qui s'expose, qui s'affirme, qui s'affiche, court le risque d'être traitée de « pute » ; si elle réussit, elle est souvent suspectée d'avoir « couché ». Toute femme visible est jugée sur son apparence et étiquetée : mère, bonne copine, bonne à tout faire, lesbienne, putain, etc.
Ça suffit !
Nous, Chiennes de garde, nous montrons les crocs. Adresser une injure sexiste à une femme publique, c'est insulter toutes les femmes. Nous nous engageons à manifester notre soutien aux femmes publiques attaquées en tant que femmes. Nous affirmons la liberté d'action et de choix de toutes les femmes. Nous, Chiennes de garde, nous gardons une valeur précieuse : la dignité des femmes. À bons entendeurs, salut. »

#### Signataires
Michelle Perrot (historienne), Isabelle Autissier (navigatrice), Laure Adler (ancienne directrice de France Culture), Huguette Bouchardeau (ancienne ministre), Michèle Cotta (ancienne directrice de France 2), Boris Cyrulnik, Jacques Gaillot (évêque), Stéphane Hessel (ambassadeur de France), Sonia Rykiel (styliste), Pascal Bruckner (écrivain), Anne Joubert (journaliste), Françoise Héritier, Alain Touraine, Françoise Gaspard (sociologue, ancienne maire et ancienne députée socialiste), les députés européens Olivier Duhamel, Geneviève Fraisse, Alain Lipietz, les députés/ministres Yves Cochet, Roselyne Bachelot, Véronique Neiertz, les écrivains Malek Chebel, Catherine Clément, Amélie Nothomb, Marie Darrieussecq, Régis Debray, Régine Deforges, Claire Etcherelli, les philosophes Pierre-André Taguieff, André Comte-Sponville, etc.
Les archives des Chiennes de garde sont conservées au Centre des archives du féminisme à l'université d'Angers, qui en est propriétaire.

### Plainte contre François Bégaudeau
En avril 2024, François Bégaudeau comparaît devant le tribunal après que Ludivine Bantigny, comme Les Chiennes de garde, a déposé plainte contre lui en 2020. Il doit répondre d’accusations de « diffamation en raison de l’appartenance à un sexe ». Il plaide une « blague de beauf » mais ne s'excuse pas,,. Le 27 mai 2024, il est relaxé par le tribunal de Paris.

## Opposition et critiques

### Opposition
La psychanalyste Élisabeth Roudinesco estime dans une interview à L'Express que les Chiennes de garde ne sont pas utiles :

« Pour quoi faire ? Jouer les molosses et créer une police politique du langage ? Oui, il faut se défendre contre l'insulte, mais avec les lois dont nous disposons déjà. Il ne faut pas faire des femmes des victimes, mais développer leurs forces »

« Les chiens de garde, selon le roman de Paul Nizan, ce sont les garants de l'ordre établi. Est-ce cela que nous voulons? N'appelons pas au puritanisme... ni à la surenchère de sauvagerie. Défendons-nous par l'humour ! »

### Sources et bibliographie
- Isabelle Alonso, Pourquoi je suis chienne de garde, Paris : Robert Laffont, 2001[13]
- Florence Montreynaud, Bienvenue dans la Meute ! : comment répondre à 100 objections adressées à ces féministes, femmes et hommes, solidaires de femmes victimes d'insultes sexistes, Paris : La Découverte, 2001 (Cahiers libres)[14]
- Florence Montreynaud, Chaque matin, je me lève pour changer le monde : du MLF aux Chiennes de garde 40 ans de féminisme, Paris : Eyrolles, 2014